# Streptomyces hygroscopicus
Espèce
Synonymes
- Actinomyces hygroscopicus
Jensen 1931

Sous-espèces de rang inférieur
- S. hygroscopicus aabomyceticus
- S. hygroscopicus angustmyceticus
- S. hygroscopicus ascomyceticus
- S. hygroscopicus azalomyceticus
- S. hygroscopicus crystallogenes
- S. hygroscopicus decoyicus
- S. hygroscopicus duamyceticus
- S. hygroscopicus enhygrus
- S. hygroscopicus glebosus
- S. hygroscopicus hygroscopicus
- S. hygroscopicus jinggangensis
- S. hygroscopicus limoneus
- S. hygroscopicus ossamyceticus
- S. hygroscopicus yingchengensis

Streptomyces hygroscopicus est une bactérie à Gram positif et taux de GC élevé de l'ordre des Actinomycetales. Ses cultures peuvent être utilisées pour produire un certain nombre d'enzymes et de composés chimiques, dont voici quelques exemples :
- Immunosuppresseurs

Le sirolimus ou rapamycine, est un immunosuppresseur isolé chez S. hygroscopicus à partir d'échantillons de sol provenant de l'île de Pâques. L'ascomycine (en) peut être utilisée pour traiter des maladies auto-immunes et des affections cutanées, et peut aider à prévenir le rejet après une greffe d'organe.
- Antibiotiques

S. hygroscopicus produit des antibiotiques tels que la geldanamycine, l'hygromycine B, la nigéricine (en) et la validamycine (en).
- Médicaments anticancéreux expérimentaux

S. hygroscopicus peut produire des indolocarbazoles (en).
- Anthelmintiques et insecticides

Des cultures de S. hygroscopicus peuvent produire de la milbémycine et de l'oxime de milbémycine.
- Herbicide

S. hygroscopicus peut également produire du bialaphos, un herbicide naturel.
- Enzymes

Des cultures de S. hygroscopicus peuvent enfin produire des enzymes telles que la GDP-glucose-glucosephosphate glucosyltransférase, la carboxyvinyl-carboxyphosphonate phosphorylmutase ou encore l'hygromycine-B kinase.